# Nothing's Gonna Stop Us
Nothing's Gonna Stop Us è un singolo del gruppo rock inglese The Darkness tratto dal loro terzo album Hot Cakes. È stato pubblicato nel febbraio 2012 e ha segnato il ritorno della band, con la formazione originale, dopo lo scioglimento del 2006.
Gli autori del singolo sono Justin Hawkins, Daniel Hawkins e Chris McDougal.

## Video
Il video, parzialmente animato, è ricco di riferimenti alla storia dei Darkness e mostra anche la copertina del nuovo singolo (non ancora pubblicato in vinile). Sono presenti anche riferimenti al videoclip di Radio Ga Ga dei Queen, dei quali i Darkness sono grandi fan.

## Curiosità
- Il 25 novembre 2014 sulla pagina facebook della band viene postata una foto ritraente la locandina risalente al primo concerto in assoluto della band datato Venerdì 13 ottobre 2000; Accanto alla locandina c'è un foglio in cui viene riportata la scaletta dei brani eseguiti quella sera e tra le canzoni in lista risulta anche "Nothing's Gonna Stop Us", si scopre dunque che il brano in questione è stato scritto 12 anni prima della sua pubblicazione. Non a caso tra gli autori del brano viene riportato anche Chris McDougal, che è stato membro della band nel 2000